# Pinarocorys
A Pinarocorys a madarak osztályának verébalakúak (Passeriformes) rendjébe és a pacsirtafélék (Alaudidae) családjába tartozó nem.

## Rendszerezésük
A nemet George Ernest Shelley angol geológus és ornitológus írta le 1902-ben, az alábbi 2 faj tartozik:
- Pinarocorys erythropygia
- Pinarocorys nigricans

## Előfordulásuk
Afrika középső és déli részén honosak. Természetes élőhelyei a szubtrópusi és trópusi szavannák, valamint legelők és szántóföldek. Vonuló fajok.

## Megjelenésük
Testhosszuk 18-20 centiméter körüli.